# Ekolali
Ekolali (från nylatinets echolalia, av grekiskans ἠχώ, "upprepa", och λαλιά, "tal") är en typ av ekosymtom där en person meningslöst och oavsiktligt upprepar en annan persons tal. Exempel: "Hej, hur mår du?" – "Hur mår du?".
Ekolali kan förekomma hos personer med autism och det som tidigare kallades Aspergers syndrom, Tourettes syndrom, Rubinstein-Taybis syndrom, afasi, schizofreni, Fragile X  och Alzheimers sjukdom. Det är även vanligt förekommande hos barn med blindhet eller synskada, men i dessa fall försvinner oftast beteendet när barnet blir äldre.
Tvångsmässig upprepning av det man själv säger kallas palilali (från grekiskans πάλιν som betyder "igen").